# Middle White

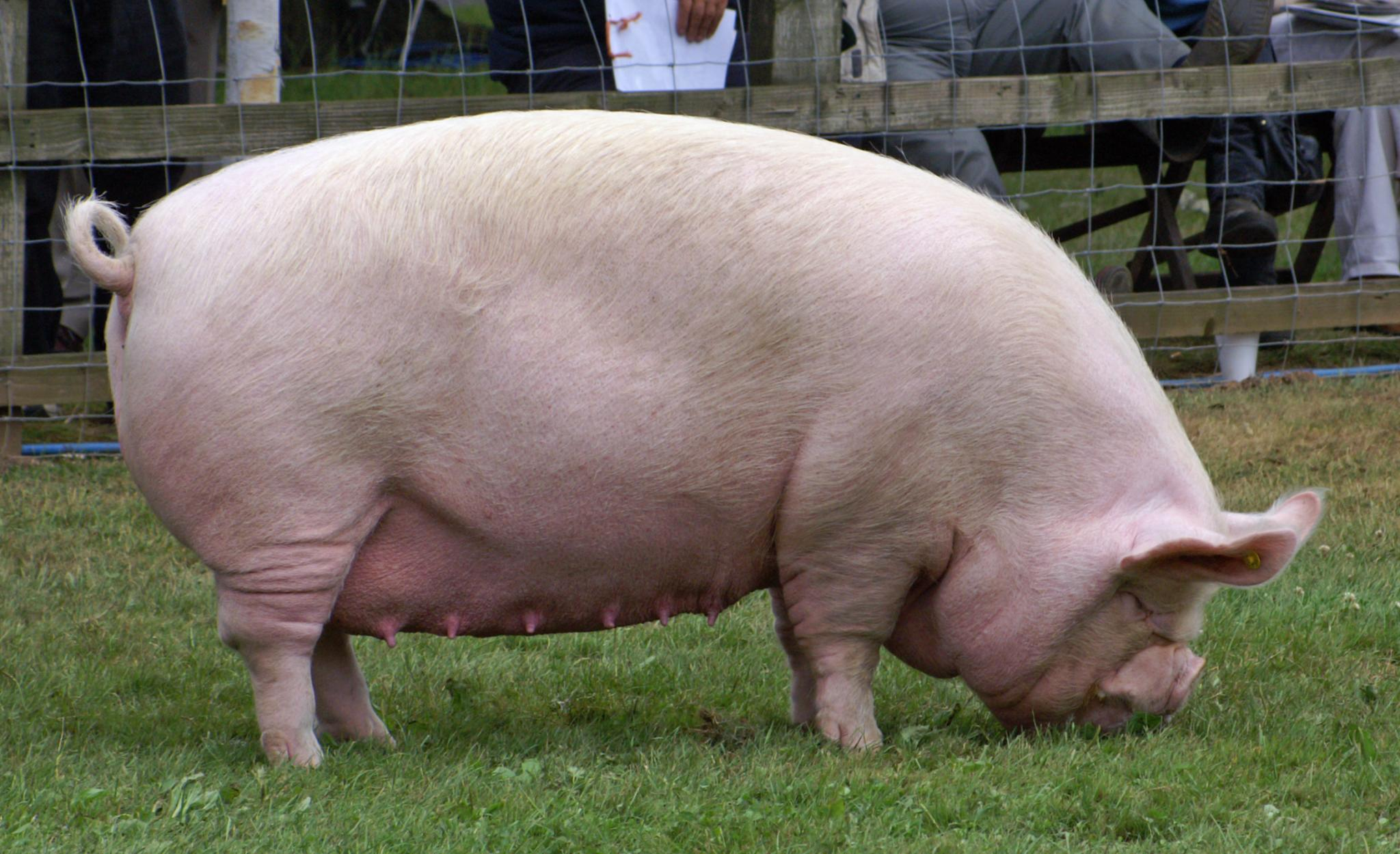
Een Middle White zeug

De Middle White is een varkensras afkomstig uit het Verenigd Koninkrijk. Het is ontstaan in Yorkshire ongeveer rond dezelfde tijd als de Large White. De naam is verklaarbaar doordat de Middle White qua grootte tussen de Large White en de nu uitgestorven Small White valt. Het werd erkend als een ras in 1884. De dieren staan bekend als vleesvarken en worden gekenmerkt door de stompe opstaande neus. De Middle White is een volgzaam ras dat daardoor goed te houden is in een megastal.